# Бої за Сватове
За Сватове тривали бої у 2022 році час російського вторгнення до України. Восени українські сили під час Слобожанського контрнаступу змогли наблизитися до міста, але згодом відійшли.

## Передумови
Сватове було окуповане військами так званої "ЛНР" і Росії в березні 2022 року. Після початку контрнаступу українських військ на початку вересня 2022 року повідомлялося, що російські війська залишають місто. 14 вересня повідомлялося, що російські війська повернулися.

## Бойові дії
3 жовтня українські війська досягли успіхів біля кордону Харківської та Луганської областей, увійшовши в Борову і Шийківку, що за 35 км на захід від Сватового. Українські джерела також повідомили, що ЗСУ відбили Ізюмське та Дружелюбівку, що на південний захід від Сватового.
4 жовтня було звільнено в Богуславку та Борівську Андріївку, які знаходяться на східному березі річки Оскіл. Цей наступ фактично позбавив російські війська можливості використовувати річку як лінію оборони. Російські джерела повідомили про просування українців у бік Сватового та зазначили, що хоча російські війська все ще контролюють трасу Р66 (Сватове-Кремінна), яка вважається критично важливою російською наземною лінією зв’язку, українські розвідувальні групи діють уздовж дороги, щоб визначити умови майбутнього наступу на місто. Російські джерела повідомили, що бої тривають у Красноріченському, селищі біля траси Р66. Підрозділи російської 1-ї танкової армії та частини 144-ї мотострілецької дивізії і 20-ї загальновійськової армії почали формування лінії фронту вздовж шосе.
5 жовтня українські війська відвоювали північно-західну Луганщину в районі Сватового. Українські війська зафіксовані в Греківці та Макіївці, що за 20 км на південний захід від Сватового. Російські джерела вказали, що російські війська, включаючи частини 3-ї мотострілецької дивізії, готували оборону в Сватовому та Кремінній. ЗСРФ зосередилися на обороні лінії фронту Сватове-Креміна, оскільки проникнення України на цю лінію дозволить українським військам загрожувати військам противника у Старобільську, ключовому логістичному вузлу, через який проходить багато десантних ліній, необхідних для російських операцій у Луганській області.
7 жовтня у Міноборони Росії заявили, що російські війська відбили українську спробу форсувати річку Жеребець.
9 жовтня українські війська взяли під контроль село Стельмахівка, також голова Луганської ОДА Сергій Гайдай підтвердив звільнення Греківки, Новолюбівки, Новоєгорівки, Андріївки, Надії.
24 жовтня ЗСУ звільнили Невське, Кармазинівку, Новосадове і М'ясожарівку.
29 жовтня повідомлялося, що ЗСУ взяли трасу Сватове-Кремінна під повний вогневий контроль.
Повідомлялося, що 2 листопада поблизу села Макіївка українськими військами було знищено батальйон мобілізованих росіян.
24 грудня російські війська продовжували безрезультатно проводити обмежені контратаки з метою відновлення втрачених позицій по лінії Кремінна-Сватове. Також за відомостями Сергія Гайдая, окупаційна адміністрація виїхала в Луганськ.
30 грудня спецпідрозділ KRAKEN і 92 ОМБр за підтримки артилерії та важкої техніки штурмом взяли село Новоселівське, що розташовується за 23 кілометри на захід від Сватового.